# Droga wojewódzka nr 437
Droga wojewódzka nr 437 (DW437) – droga wojewódzka o długości ok. 9 km w środkowej części województwa wielkopolskiego. Droga przebiega przez powiaty śremski i gostyński.

## Miejscowości leżące przy trasie DW437
- Dolsk
- Pokrzywnica
- Koszkowo